# Număr Péclet
În mecanica fluidelor și a fenomenelor de transport numărul Péclet (Pe) este o mărime adimensională, numit după fizicianul francez Eugène Péclet, definit ca raportul dintre rata de advecție a unei mărimi fizice de către flux și rata de difuzie a aceleiași mărimi, determinată de un gradient adecvat. În contextul transferului de specii sau de masă, numărul Péclet este produsul dintre numărul Reynolds și numărul Schmidt, Re·Sc. În contextul fluidelor termice, numărul Péclet termic este echivalent cu produsul dintre numărul Reynolds și numărul Prandtl, Re·Pr.

## Definiție
Numărul Péclet este definit ca:
{\displaystyle \mathrm {Pe} ={\frac {\text{rata transportului advectiv}}{\text{rata transportului difuziv}}}}

Vedere plană: Pentru, advecția este neglijabilă, iar difuzia domină transportul de masă

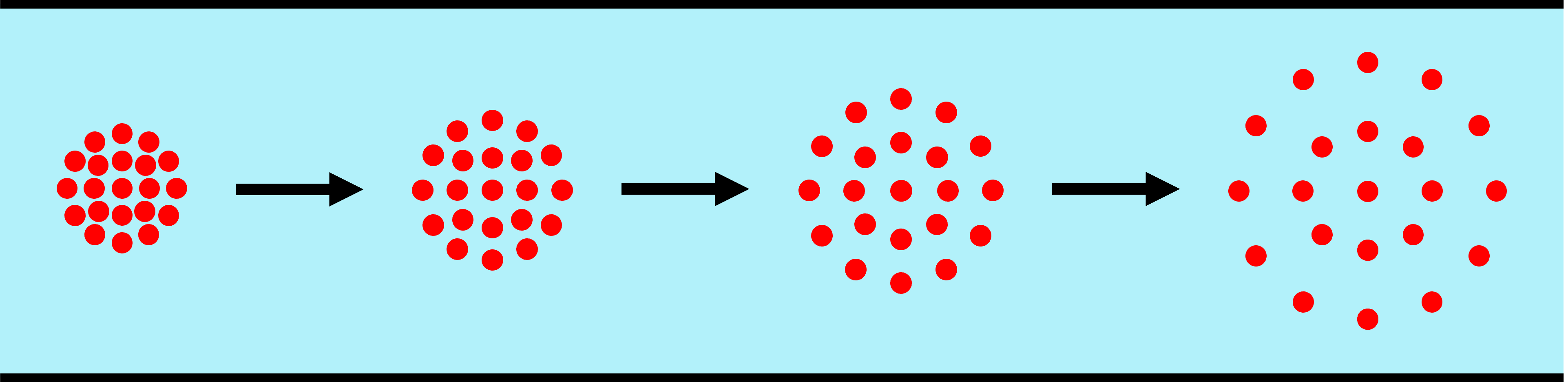
Vedere plană: Pentru difuzia și advecția au loc în timpuri egale și ambele au o influență neneglijabilă asupra transportului de masă

Pentru transportul de masă este definit ca:
{\displaystyle \mathrm {Pe} _{L}={\frac {Lu}{D}}=\mathrm {Re} _{L}\,\mathrm {Sc} }
unde:
L este lungimea caracteristică, [m],
u este viteza de curgere locală, [m/s],
D este coeficientul de difuzie masică din legea lui Fick, [m2/s],
Re este numărul Reynolds, [-],
Sc este numărul Schmidt, [-].
Un astfel de raport poate fi rescris și în funcție de timp, ca raport între intervalele temporale caracteristice ale sistemului:
{\displaystyle \mathrm {Pe} _{L}={\frac {u/L}{D/L^{2}}}={\frac {L^{2}/D}{L/u}}={\frac {\text{timp de difuzie}}{\text{tmp de advecție}}}}
Pentru {\displaystyle \mathrm {Pe_{L}} \gg 1} difuzia are loc într-un timp mult mai lung în comparație cu advecția, prin urmare ultimul dintre cele două fenomene predomină în transportul de masă.

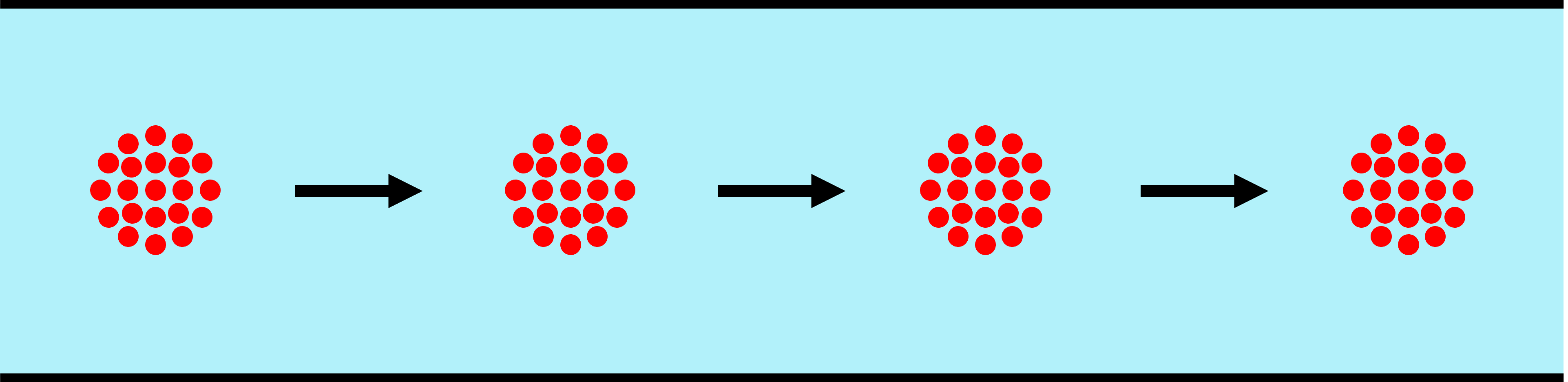
Vedere plană: Pentru difuzia este neglijabilă, iar advecția domină transportul de masă

Pentru transmiterea căldurii numărul Péclet este definit ca:
{\displaystyle \mathrm {Pe} _{L}={\frac {Lu}{a}}=\mathrm {Re} _{L}\,\mathrm {Pr} }
unde:
Pr este numărul Prandtl, [-],
a este difuzivitatea termică, [m2/s].
În aplicațiile inginerești numărul Péclet este adesea foarte mare. În astfel de situații, dependența fluxului de pozițiile în aval este diminuată, iar variabilele din flux tind să devină proprietăți „unidirecționale”. Astfel, atunci când se modelează anumite situații cu numere Péclet mari, se pot adopta modele de calcul mai simple.
Un flux va avea adesea numere Péclet diferite pentru căldură și masă. Acest lucru poate duce la fenomenul de {{ill-wd| Q5300012||convecție dublu-difuzivă]].
Numărul Péclet are aplicații și în alte domenii decât fenomenele de transport, ca măsură generală pentru importanța relativă a fluctuațiilor aleatorii și a comportamentului mediu sistematic în sistemele mezoscopice.